# النادي العلمي السعودي
| النادي العلمي السعودي | النادي العلمي السعودي |
| --------------------- | --------------------- |
| تاريخ التأسيس         | 1988                  |
| تاريخ تعليق النادي    | 2008                  |

النادي العلمي السعودي تأسس في عام 1408 هـ -1988م، وقام بتأسيسه وترأس إدارته الأمير عبد المجيد بن عبد العزيز، ورئيس مجلس إدارة النادي الدكتور عبد الله بن عمر نصيف.

## أهداف ورسالة النادي
يهتم بأوائل المتفوقين , والموهوبين وتطوير مهاراتهم وصقل قدراتهم. مع ترسيخ المبادئ الإسلامية وروح عمل الفريق والجدية , ونشر ثقافة الوعي العلمي لدى شريحة كبيرة من الفئة المستهدفة للنادي.
النادي العلمي السعودي مؤسسة تربوية غير ربحية , يستفيد منها طلبة في المرحليتين الثانوية , الجامعيية.
علقت نشاطات النادي العلمي السعودي عام 2008 م لعدم توفر الدعم المادي الكافي لنشاطات النادي.

## فروع النادي
- جدة
- مكة المكرمة
- المدينة المنورة
- الطائف
- أبها
- الطائف

## إدارة النادي
- د. عبد الله بن عمر نصيف ( رئيس مجلس إدارة النادي )
- د. عبدالحفـيظ محمد أمين ( المدير التنفيذي )
- د. سمر محمد السقاف ( رئيسة اللجنة لجنة نسائية )
- عبد الله بن إبراهيم الخنفور ( رئيس قسم تقنية المعلومات )